# Giovanni Sansone

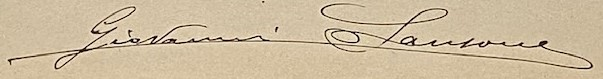
Autografo di Giovanni Sansone, conservato presso la Sezione di matematica della Biblioteca di Scienze dell'Università di Firenze.

Giovanni Sansone (Porto Empedocle, 24 maggio 1888 – Firenze, 13 ottobre 1979) è stato un matematico italiano, noto per i suoi contributi all'analisi matematica, per i suoi eccellenti trattati, ampiamente diffusi e utilizzati, nonché per la sua opera di organizzatore dell’attività matematica in Italia.

## Biografia
Nato a Porto Empedocle (Agrigento) il 24 maggio 1888, Giovanni Sansone compì gli studi superiori a Palermo, presso l’istituto tecnico “Filippo Parlatore”. Allievo fin dal 1906 della Scuola Normale Superiore di Pisa, conseguì la laurea in matematica con il massimo dei voti nel 1910, discutendo la tesi con Luigi Bianchi. A Pisa fu allievo oltre che del già citato Bianchi anche di altri illustri matematici come Eugenio Bertini, Gian Antonio Maggi, Onorato Nicoletti, Paolo Pizzetti e soprattutto Ulisse Dini. 
Assistente alle cattedre di algebra e geometria analitica presso l’Università di Pisa dal 1º novembre 1911 al 31 dicembre 1912, nel 1913 divenne insegnante di matematica presso l’istituto tecnico Galilei di Firenze, dove presterà servizio fino al 31 dicembre 1926. 

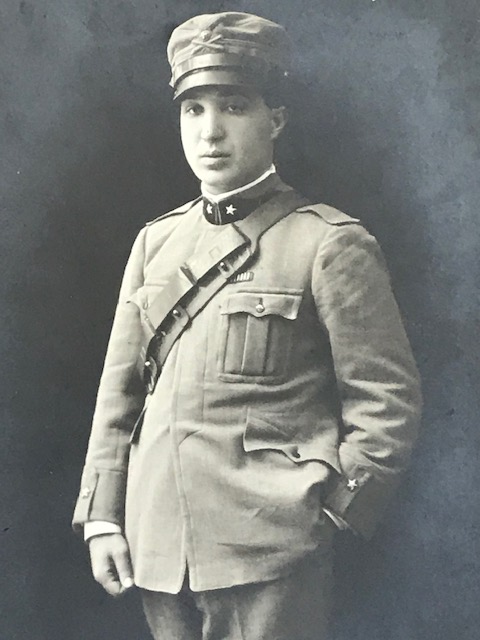
Giovanni Sansone in uniforme da ufficiale d'artiglieria, ritratto fotografico conservato presso la sede di Matematica della Biblioteca di Scienze dell'Università di Firenze

Richiamato alle armi nel marzo del 1915, partecipò alla Grande Guerra come Ufficiale d’Artiglieria della 3ª Armata, prima sul fronte dell’Isonzo, poi su quello del Piave, venendo insignito della croce di guerra al merito nel 1919, ottenne il diploma di perfezionamento presso la Scuola Normale Superiore con il massimo dei voti nel 1916, quando era ancora sotto le armi.
Il 10 marzo 1913 fu iniziato in Massoneria nella loggia Concordia di Firenze, appartenente al Grande Oriente d'Italia.
Nel 1924 fu abilitato alla libera docenza in analisi algebrica e infinitesimale. 
Titolare della cattedra di analisi algebrica presso l’Università degli Studi di Firenze prima come professore straordinario dal 1927 e poi come professore ordinario dal 1930, fu collocato fuori ruolo nel 1958 e infine collocato a riposo, per raggiunti limiti d’età, nel 1963. Nominato professore emerito nel 1964, tenne fino ai suoi ultimi giorni un corso universitario dedicato principalmente alla teoria dei numeri. Con l'aiuto di Edgardo Ciani fondò e organizzò nel 1927 l’Istituto di Matematica dell'Università di Firenze, intitolato poi nel 1950 al suo maestro Ulisse Dini, e sempre presso l'Ateneo Fiorentino fu preside della Facoltà di Scienze dal 1957 al 1963.
Docente di matematica presso la Scuola Normale Superiore dal 1947 al 1949, nel 1957 ricoprì anche la carica di presidente dell'Associazione normalisti. 
A Sansone si deve la nascita della scuola matematica fiorentina e la formazione di un’intera generazione di matematici, tra i quali si possono menzionare Roberto Conti, Enrico Magenes, Carlo Pucci e Giovanni Ricci.
Sansone può essere inoltre considerato il fondatore della Biblioteca di Matematica dell'Università di Firenze, a lui si deve infatti la minuziosa cura con la quale ha preso forma la parte storica della collezione, prima con l’acquisizione di libri appartenuti a Ulisse Dini, poi con un’oculata politica di acquisti e cambi, arricchitasi in seguito grazie a donazioni come quelle Landau-Finaly e Toja.
Morì a Firenze il 13 ottobre 1979.

## Attività scientifica
L’attività scientifica che Giovanni Sansone dispiegò nell’arco della sua intera esistenza può essere suddivisa in due filoni principali. Il primo, derivato dall’opera del suo maestro Luigi Bianchi, fu relativo a questioni di carattere aritmetico, algebrico e geometrico, il secondo fu ispirato dall’opera di Ulisse Dini, con il quale era venuto in contatto durante gli anni di studio alla Scuola Normale, e si incentrò su questioni relative alle proprietà di classi di funzioni speciali e alle equazioni differenziali ordinarie, lineari e non lineari. 
Nel corso della sua carriera Sansone pubblicò decine di lavori scientifici che contribuirono al progresso degli studi matematici in particolare nell’ambito dei gruppi discreti, della teoria dei numeri, della geometria differenziale delle superfici, delle funzioni speciali, delle equazioni differenziali lineari e delle equazioni differenziali non lineari.
Un altro notevole contributo di Sansone alla matematica è rappresentato dalla produzione di importanti trattati, tra i quali si possono ricordare l’opera in due volumi, Equazioni differenziali nel campo reale (1941) e Equazioni differenziali non lineari (1956), scritta in collaborazione con Roberto Conti. Con lo stesso Conti e con Rolf Reissig pubblicò inoltre Qualitative Theorie Nichtlinearer Differentialgleichungen (1963) e Nichtlineare Differentialgleichungen höherer Ordnung (1969) mentre frutto dell’intensa collaborazione che si stabilì con Nicholas Minorsky, a partire dalla fine degli Anni Cinquanta, fu il suo contributo alla stesura del trattato Investigation of Nonlinear Control Systems (1960-1963), dedicato alla Teoria dei controlli.

## Attività istituzionale

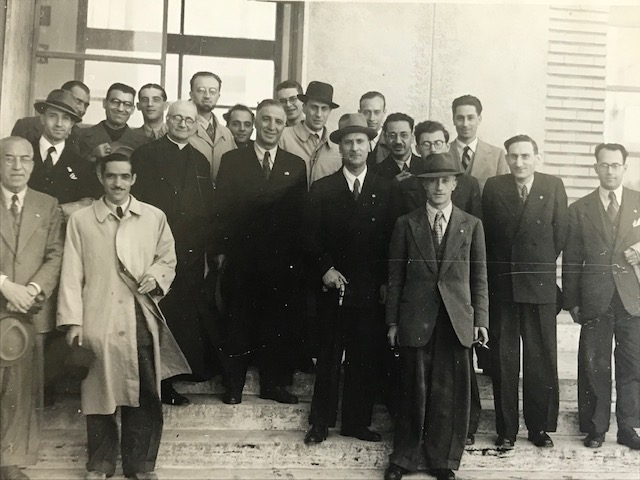
Giovanni Sansone al centro in una foto di gruppo dell'Istituto di Matematica dell'Università degli Studi di Firenze, conservata presso la sede di Matematica della Biblioteca di Scienze dell'Università di Firenze

I numerosi incarichi istituzionali ricoperti nel corso della sua lunga carriera consentirono a Giovanni Sansone di apportare un notevole contributo allo sviluppo della comunità dei matematici italiani.
Sansone fu presidente del comitato nazionale per la matematica del Consiglio Nazionale delle Ricerche dal 1960 al 1968 e ricoprendo tale carica contribuì in maniera decisiva al sostegno e allo sviluppo delle attività matematiche, sia attraverso l’istituzione di borse di studio per l’Italia e per l’estero che con un vasto programma di professori visitatori, di seminari nazionali e internazionali. 
Ininterrottamente membro della commissione scientifica dell’Unione matematica italiana dal 1949 al 1970, ne divenne presidente dal 1953 al 1958 e fu proprio sotto la sua presidenza e grazie al suo contributo che venne fondato il Centro internazionale matematico estivo nel 1954.
Condirettore dal 1938 e poi direttore dal 1962 fino alla morte della rivista Annali di Matematica Pura ed Applicata fu anche presidente della Mathesis dal 1937 al 1941 e del Groupement de mathématiciens d’expression latine dal 1959 al 1962, mentre dal 1945 al 1958 fu membro del Consiglio superiore della Pubblica Istruzione.
Socio di svariate accademie scientifiche italiane tra le quali l’Accademia Nazionale dei Lincei dal 1947 e l’Accademia Nazionale delle Scienze detta dei XL dal 1958, fu anche membro associato dell’Accademia Reale Belga dal 1962.

## Premi e riconoscimenti

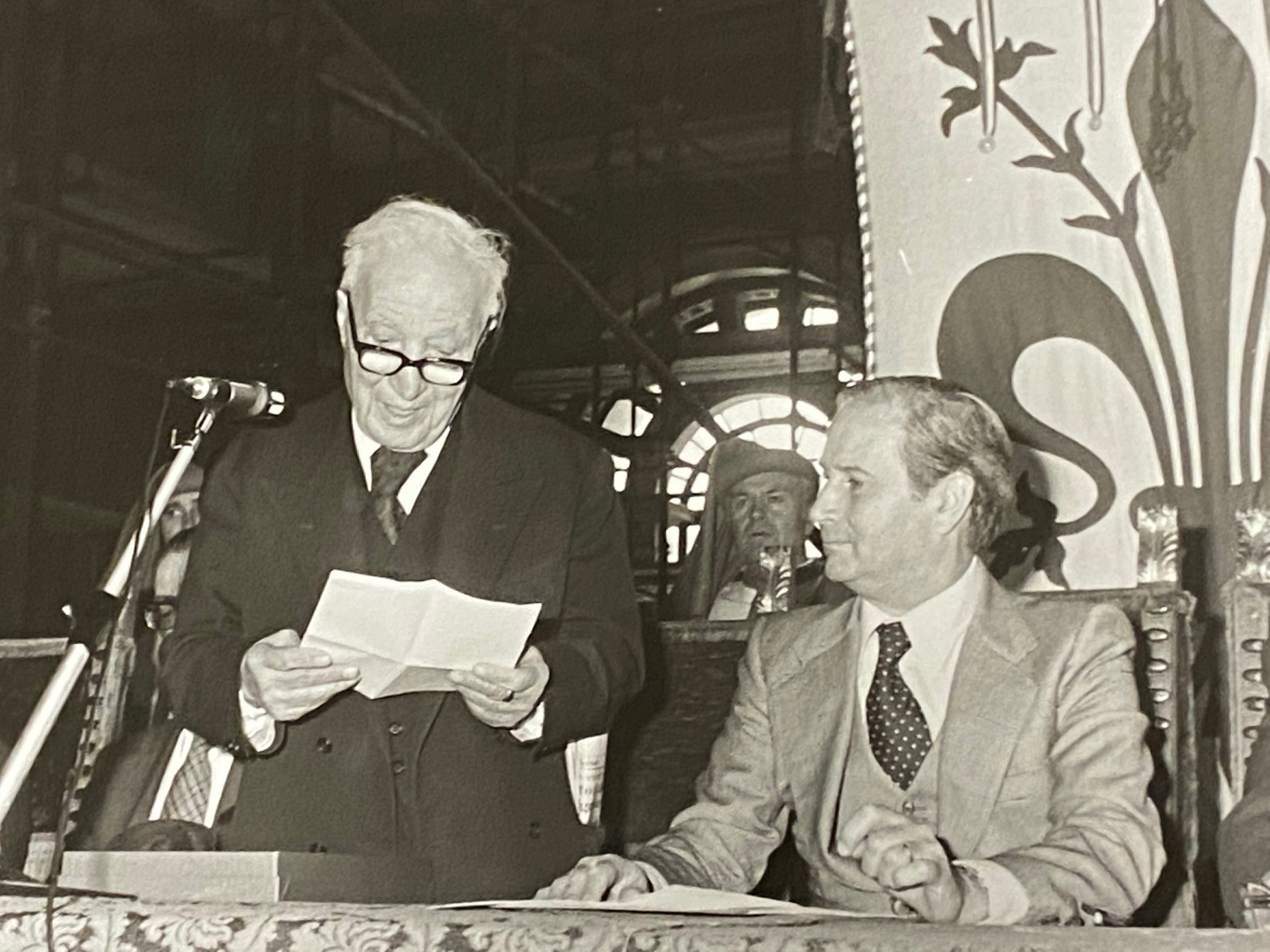
Giovanni Sansone a sinistra con al fianco il sindaco Elio Gabbuggiani il giorno del conferimento della cittadinanza onoraria di Firenze, 24 maggio 1978. Collezione della sede di Matematica della Biblioteca di Scienze dell'Università di Firenze

Già vincitore nel 1942 della medaglia per le matematiche della Società italiana delle Scienze, detta dei XL, nel 1957 Giovanni Sansone ricevette la medaglia d’oro ai benemeriti della scuola, della cultura e dell’arte dal Ministero della Pubblica Istruzione, nel 1963 fu nominato Grande ufficiale dell'Ordine al merito della Repubblica italiana, nel 1964 fu insignito del titolo di Officier de l’ordre des Palmes académiques e poi nel 1968 di quello di Cavaliere di Gran Croce dell’Ordine della Repubblica italiana.
Nel 1978 il Comune di Firenze conferì a Sansone la cittadinanza onoraria mentre l’Ateneo Fiorentino gli assegnò la laurea honoris causa in ingegneria, intitolandogli anche, dopo la morte, l'Istituto di Matematica Applicata ubicato presso la sede di ingegneria e dal 1980 la sala di lettura della Biblioteca di Matematica.
Il Comune di Sesto Fiorentino ha dedicato a Sansone una via ubicata all'interno del complesso didattico del Polo Scientifico, afferente all'Università di Firenze.
Il 21 gennaio 2010 Porto Empedocle, sua città natale, ha intitolato un piazzale a suo nome.

## Fondazione Emma e Giovanni Sansone
Secondo le sue volontà testamentarie, venne costituita la Fondazione Emma e Giovanni Sansone, con lo scopo di offrire ogni anno borse di studio in matematica per giovani laureati, sia italiani che stranieri, sulla base di concorso pubblico. La fondazione, con sede a Pisa presso la Scuola Normale Superiore, ricorda nel nome anche la figura della moglie di Sansone, Emma Galli, scomparsa nel 1974.

## Fondo personale
Alla sua morte la biblioteca e le carte di Sansone sono rimasti presso la sede di Matematica della Biblioteca di Scienze dell'Università di Firenze. In particolare si conservano, oltre ad una consistente miscellanea (costituita da oltre 10.000 opuscoli ed estratti ordinati alfabeticamente per autore e presenti sia su catalogo cartaceo che sul catalogo delle Miscellanee), numerosi documenti, oggetto di una prima sistemazione nel 2011, svariati volumi a stampa a lui appartenuti e ora contenuti entro il fondo librario di Angiolo Procissi, tre buste di "Memorie e note" con 166 estratti, anche questi presenti nel catalogo Miscellanee.

## Opere
Elenco di opere selezionate: 

### Monografie
- Moderna teoria delle funzioni di variabile reale, con Giuseppe Vitali, vol. 1, Bologna, Zanichelli, 1935.
- Moderna teoria delle funzioni di variabile reale, vol. 2, Bologna, Zanichelli, 1935.
- Equazioni differenziali nel campo reale (PDF), vol. 1, Bologna, Zanichelli, 1941.
- Equazioni differenziali nel campo reale (PDF), vol. 2, Bologna, Zanichelli, 1941.
- Lezioni di analisi matematica, con la collaborazione di Roberto Conti, vol. 1, Padova, Cedam, 1943.
- Lezioni di analisi matematica, con la collaborazione di Roberto Conti, vol. 2, Padova, Cedam, 1943.
- Lezioni sulla teoria delle funzioni di variabili reali, Firenze, Editrice Universitaria, 1945.
- Lezioni sulle funzioni di variabile complessa, vol. 1, Padova, Cedam, 1947.
- Lezioni sulle funzioni di variabile complessa, vol. 2, Padova, Cedam, 1947.
- Aritmetica ed algebra per i Licei Scientifici, con Onorato Nicoletti, Firenze, Società Editrice Dante Alighieri, 1947.
- Equazioni differenziali non lineari, in collaborazione con Roberto Conti, Roma, Cremonese, 1956.
- (EN) Orthogonal functions, New York ; London, Interscience, 1959.
- (EN) Nicholas Minorsky, Investigation of Nonlinear Control Systems, con la collaborazione di Giovanni Sansone, Roberto Conti, Washington, Office of Naval Research, Dept. of the Navy, 1960-1963.
- (DE) Qualitative Theorie nichtlinearer Differentialgleichungen, in collaborazione con Rolf Reissig, Roberto Conti, Roma, Cremonese, 1963.
- (DE) Nichtlineare Differentialgleichungen hoherer Ordnung, in collaborazione con Rolf Reissig, Roma, Cremonese, 1969.
- Lezioni di teoria dei numeri redatte per uso degli studenti, Firenze, Centro 2P, 1976.

### Articoli
- Sulle divisioni regolari dello spazio iperbolico in poliedri regolari e in tetraedri (PDF), in Annali della Scuola Normale Superiore di Pisa. Scienze Fisiche e Matematiche, s. 1, vol. 12, n. 3, Pisa, Scuola Normale Superiore, 1912,  pp. 1-76. (Tesi di Laurea).
- Le divisioni regolari dello spazio iperbolico in piramidi e doppie piramidi (PDF), in Annali della Scuola Normale Superiore di Pisa. Scienze Fisiche e Matematiche, s. 1, vol. 13, n. 5, Pisa, Scuola Normale Superiore, 1919,  pp. 1-135.
- Sulle superficie con due famiglie di curve ortogonali deformabili in linee di livello, e sopra una proprietà caratteristica della superficie ad area minima, in Rendiconti del Circolo Matematico di Palermo, s. 1, vol. 46, Palermo, Circolo Matematico di Palermo, 1922,  pp. 409-436.
- Le relazioni fondamentali tra le operazioni generatrici del gruppo modulare finito con coefficienti interi del campo di Gauss, in Rendiconti del Circolo Matematico di Palermo, s. 1, vol. 49, n. 2, Palermo, Circolo Matematico di Palermo, 1925,  pp. 225-242.
- I sottogruppi del gruppo modulare con coefficienti del corpo di Jacobi-Eisenstein e un teorema sui gruppi finiti (PDF), in Annali di Matematica Pura ed Applicata, s. 4, vol. 3, Bologna, Zanichelli, 1926,  pp. 73-107, DOI:10.1007/BF02418646.
- Sul 17° problema dell'analisi indeterminata di Eulero, in Rendiconti del Reale istituto lombardo di scienze e lettere, vol. 62, Milano, Hoepli, 1929,  pp. 237-260.
- Sulle serie lacunari di polinomi di Legendre di funzioni sommabili (PDF), in Annali della Scuola Normale Superiore di Pisa. Classe di Scienze, s. 2, vol. 2, n. 3, Pisa, Scuola Normale Superiore, 1933,  pp. 289-296.
- Sulla convergenza delle serie di Legendre (PDF), in Annali della Scuola Normale Superiore di Pisa. Classe di Scienze, s. 2, vol. 4, n. 4, Pisa, Scuola Normale Superiore, 1935,  pp. 307-326.
- Sulla sommabilità di Cesaro delle serie di Laplace, in Atti della R. Accademia Nazionale dei Lincei. Rendiconti della Classe di scienze fisiche, matematiche e naturali, s. 6, vol. 25, Roma, R. Accademia Nazionale dei Lincei, 1937,  pp. 75-81.
- Le equazioni differenziali lineari, omogenee, del quarto ordine, nel campo reale (PDF), in Annali della Scuola Normale Superiore di Pisa. Classe di Scienze, s. 2, vol. 11, n. 3-4, Pisa, Scuola Normale Superiore, 1942,  pp. 151-195.
- Su un problema ai limiti per l'equazione differenziale {\displaystyle y^{(n)}(x)+\lambda (n-1)!\omega (x)y(x)=0} (PDF), in Annali di Matematica Pura ed Applicata, s. 4, vol. 24, Bologna, Zanichelli, 1945,  pp. 209-236, DOI:10.1007/BF02417926.
- La Scuola matematica della Sapienza Pisana nell’ultimo secolo, in Bollettino dell'Unione Matematica Italiana. Sezione Storico-Didattica, s. 3, vol. 2, n. 2, Bologna, Zanichelli, 1947,  pp. 135-139.
- Su una disuguaglianza di P. Turán relativa ai polinomi di Legendre, in Bollettino dell'Unione Matematica Italiana. Sezione Scientifica, s. 3, vol. 4, n. 3, Bologna, Zanichelli, 1949,  pp. 221-223.
- Su una disuguaglianza relativa ai polinomi di Legendre, in Bollettino dell'Unione Matematica Italiana. Sezione Scientifica, s. 3, vol. 4, n. 4, Bologna, Zanichelli, 1949,  pp. 339-341.
- Equazioni differenziali nel campo reale: comportamento asintotico delle soluzioni; punti singolari; souluzioni periodiche e valutazione del periodo, in Rendiconti di matematica e delle sue applicazioni, s. 5, vol. 10, Roma, Oderisi, 1951,  pp. 265-289.
- Teorema di esistenza di soluzioni per un sistema di equazioni funzionali differenziali (PDF), in Annali di Matematica Pura ed Applicata, s. 4, vol. 39, Bologna, Zanichelli, 1955,  pp. 65-67, DOI:10.1007/BF02410761.
- Sopra l'equazione differenziale del 2º ordine del Dini {\displaystyle xy''+y'=\sin y}. Comportamento degli integrali per {\displaystyle x\rightarrow \infty }, in Annali di matematica pura ed applicata, s. 4, vol. 50, Bologna, Zanichelli, 1960,  pp. 439-465.
- L’Istituto matematico "Ulisse Dini" di Firenze. Discorso inaugurale, 2 marzo 1963, Firenze, Il cenacolo, 1963.
- L'equazione {\displaystyle y{\frac {dy}{dx}}+y+|x|^{\nu }sgnx=0,(1\geq \nu \geq 0)} (PDF), in Annali di matematica pura ed applicata, vol. 77, n. 4, Bologna, Zanichelli, 1967,  pp. 337-375, DOI:10.1007/BF02416949.
- (EN) The equation {\displaystyle y{\frac {dy}{dx}}+y+|x|^{\nu }sgnx=0,(\nu >1)}, in Journal of differential equations, vol. 4, London ; New York, Academic Press., 1968,  pp. 114-120.
- L'equazione di J.Nagumo, S.Arimoto e S.Yoshizawa (PDF), in Annali di matematica pura ed applicata, vol. 103, n. 4, Bologna, Zanichelli, 1975,  pp. 259-304, DOI:10.1007/BF02414158.
- (EN) The points with rational coordinates and in particular those with integer coordinates on the elliptic cubic {\displaystyle y^{2}=x^{3}-x+1}, in Annali di matematica pura ed applicata, vol. 125, n. 4, Bologna, Zanichelli, 1980,  pp. 1-11.

### Voci enciclopediche
- Serie, in Enciclopedia Italiana, Roma, Istituto dell'Enciclopedia Italiana, 1936. URL consultato il 14 settembre 2020.
- Tetraedro, in Enciclopedia Italiana, Roma, Istituto dell'Enciclopedia Italiana, 1937. URL consultato il 14 settembre 2020.
- Weingarten, Julius, in Enciclopedia Italiana, Roma, Istituto dell'Enciclopedia Italiana, 1937. URL consultato il 14 settembre 2020.